# Landres-et-Saint-Georges
Landres-et-Saint-Georges is een gemeente in het Franse departement Ardennes in de regio Grand Est en telt 76 inwoners (2018). De gemeente maakt deel uit van het arrondissement Vouziers.

## Geschiedenis
De gemeente werd in 1828 gevormd door de fusie van de toenmalige gemeenten Landres en Saint-Georges. De fusiegemeente maakte deel uit van het kanton Buzancy tot dit op 22 maart werd opgeheven en gemeenten werden opgenomen in het kanton Vouziers.

## Geografie
De oppervlakte van Landres-et-Saint-Georges bedraagt 21,3 km², de bevolkingsdichtheid is dus 4,7 inwoners per km².
De onderstaande kaart toont de ligging van Landres-et-Saint-Georges met de belangrijkste infrastructuur en aangrenzende gemeenten.

## Demografie
Onderstaande figuur toont het verloop van het inwonertal (bron: INSEE-tellingen).

Vanwege een beveiligingsprobleem met de MediaWiki Graph-software is het momenteel niet mogelijk deze grafiek weer te geven. Zodra de software is bijgewerkt zal de grafiek vanzelf weer zichtbaar worden.

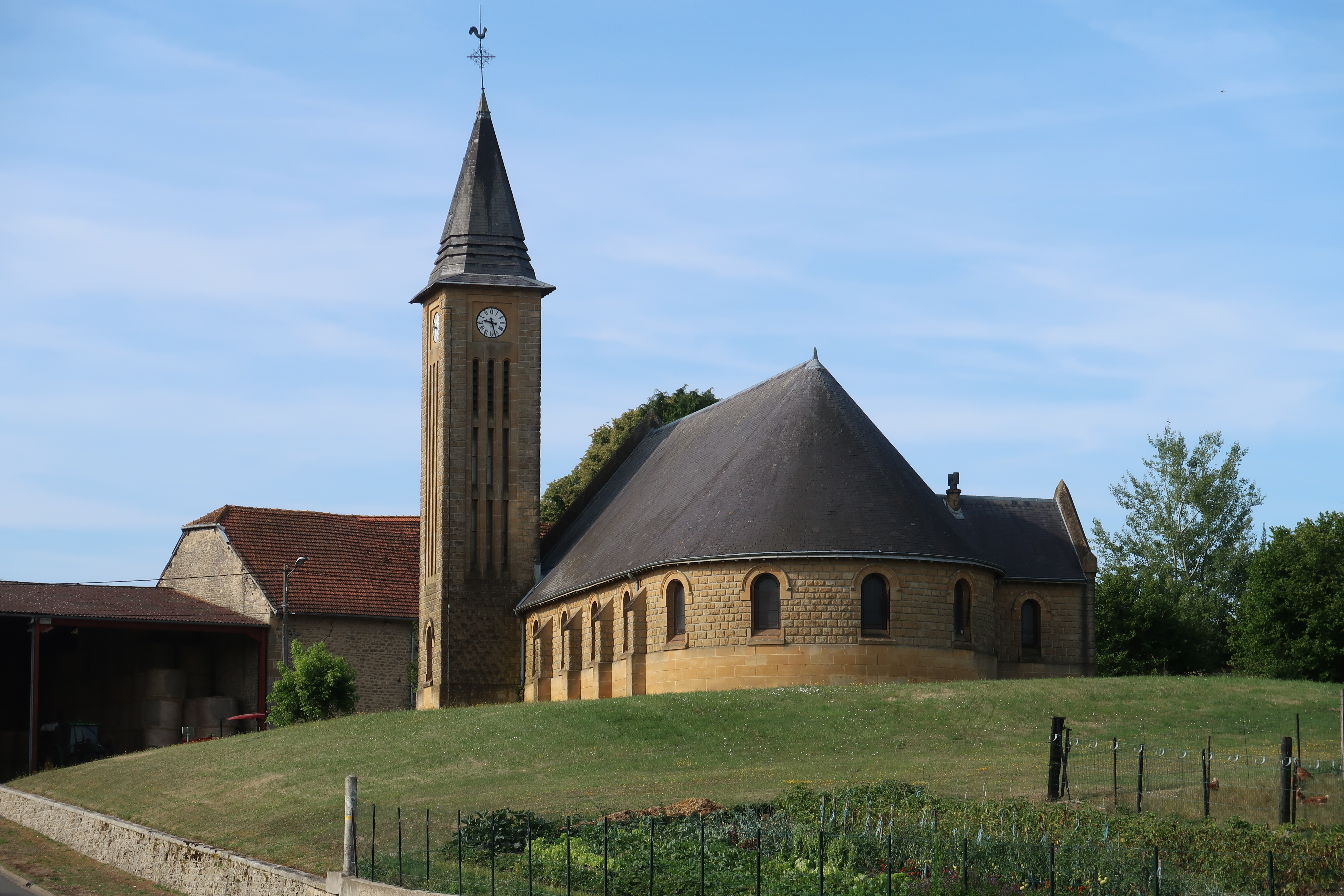
De kerk van Landres
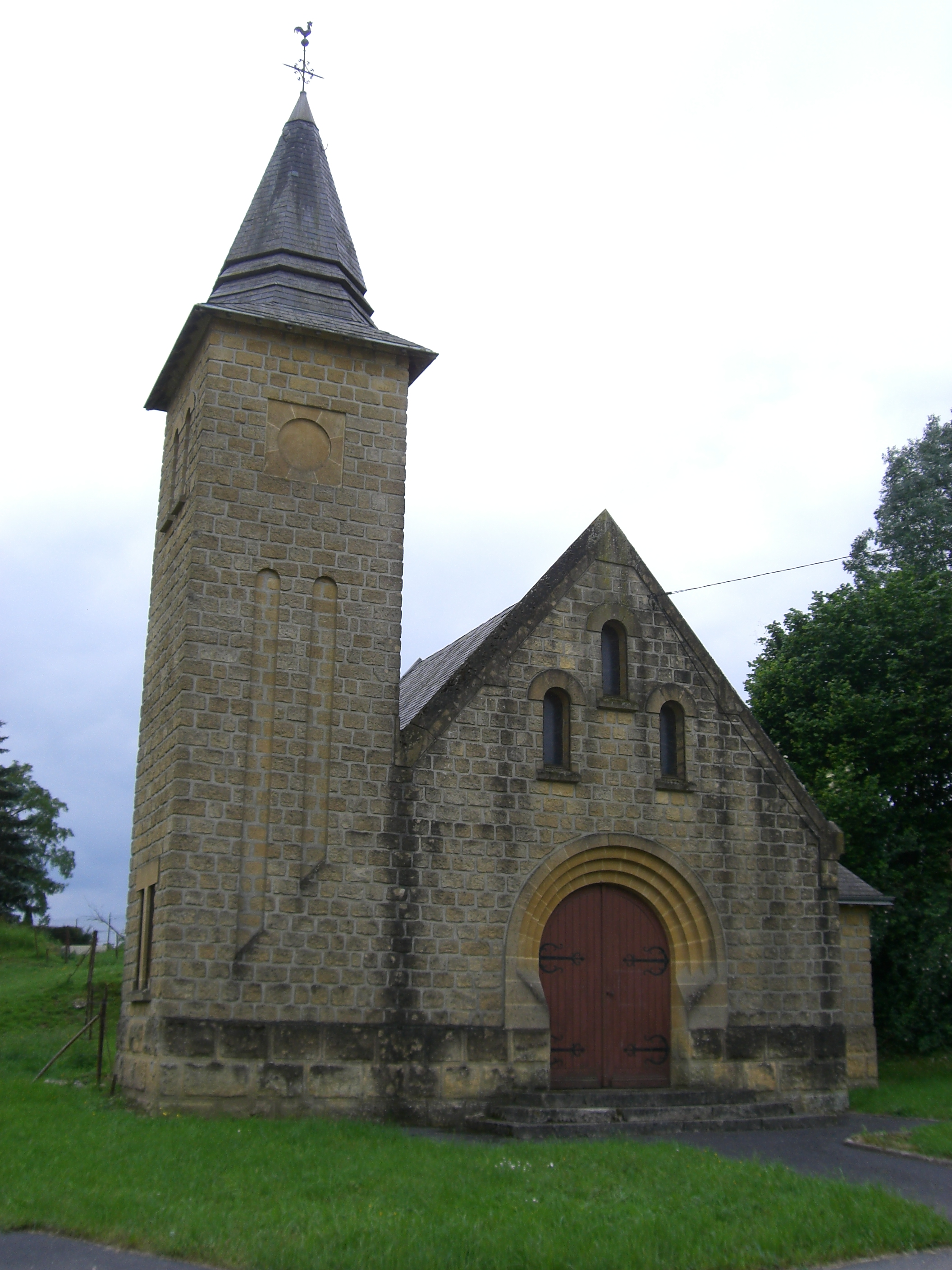
De kerk van Saint-Georges